# Gaius Petronius Arbiter

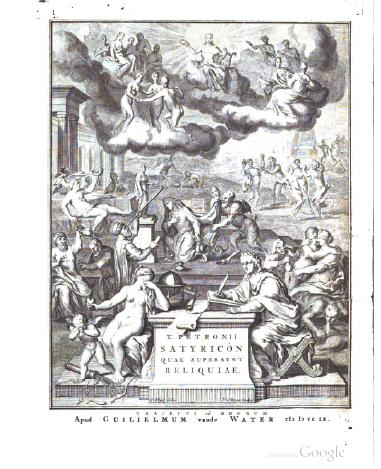
Titelplaat van uitgave uit 1709 van de Satyricon van Petronius

Gaius (of Titus?) Petronius Arbiter (27 n.Chr. - 66 n.Chr.) was een Romeinse consul en schrijver uit de 1e eeuw in de periode van Nero, op wiens bevel hij zelfmoord pleegde.
Petronius is een van de hoofdfiguren in de roman Quo vadis? van Henryk Sienkiewicz uit 1895, die verscheidene malen werd verfilmd.

## Biografische gegevens
Petronius was vermoedelijk de zoon van Publius Petronius, die onder keizer Caligula gouverneur van Syria was geweest en Plautia (de dochter van Aulus Plautius).
Tacitus beschreef Petronius als volgt: 
Hij bracht zijn dagen door al slapend, en zijn nachten in het uitvoeren van zijn ambtelijke plichten of in vermaak. Door zijn losbandig leven en een leven vol energie wilde hij net zo beroemd worden als andere dergelijke mensen. Hij werd niet zomaar beschouwd als een gewone verkwister, maar als een volleerd wellusteling. Zijn roekeloos gebruik van de vrijheid van meningsuiting, dat eerder als openhartigheid werd beschouwd, verschafte hem populariteit. Maar tijdens zijn provinciaal bestuur, en later toen hij het ambt van consul vervulde, had hij kracht en geschiktheid voor bestuur getoond. Toen hij daarna terugkeerde naar zijn vroeger leven van gemene verwennerij, werd hij opgenomen in de selecte kring van Nero's intimi, en werd hij beschouwd als een absolute autoriteit wat betreft smaak (elegantiae arbiter) en de verfijnde kennis van het leven in luxe.
Volgens Tacitus hield Petronius zich ‘s nachts bezig met het bestuderen en het schrijven van teksten. Eerst werd hij gouverneur van Bithynië, daarna werd hij consul (62 n.Chr.). Volgens Tacitus voerde hij die taken erg goed uit. Na dit al te hebben bereikt kwam hij in een groep rondom Nero terecht. Hij was een soort adviseur van Nero, een ceremoniemeester (Latijn: elegantiae arbiter). Tigellinus was jaloers op de positie van Petronius. Hij vertelde Nero dus over de samenzwering die Seneca de kop kostte. Hierdoor moet Petronius noodgedwongen ook zelfmoord plegen. Tijdens zijn lange doodsstrijd zou hij een afscheidsbrief aan de keizer opgesteld hebben, waarin hij diens geheime schanddaden beschreef.

## Literaire werken
Waarschijnlijk is Petronius de schrijver van de Satyricon. De Satyricon is niet compleet teruggevonden. 175 bladzijdes zijn overgebleven en men denkt dat dat een fractie is van de oorspronkelijke delen. In Trau, Dalmatië, werden in 1650 delen van boek 14 en 16, en het gehele boek 15 teruggevonden. Waarschijnlijk heeft de Satyricon 20 boeken omvat. De verteller in het boek is de intellectueel Encolpius die samen met de zwaargeschapen Ascyltos en het knaapje Giton Zuid-Italië doorkruist. Zo komt het drietal in vreemde gezelschappen, kroegen en badhuizen terecht. De langste passage is die van het absurde feestmaal van Trimalchio (Latijn: Cena Trimalchionis), een vrijgelatene en parvenu die zijn vrienden uitgenodigd heeft. Later verdwijnt Ascyltos, die plaats maakt voor de dichter Eumolpus. Ook het nieuwe drietal beleeft allerlei avonturen. De Satyrica is een ik-roman, afgewisseld met stukken poëzie, en er komen veel spreekwoorden in voor en dat zorgt voor een bijzonder stukje gesproken taal. Volkstaal komt in weinig Romeinse boeken voor en maakt de roman in dit opzicht een opmerkelijke uitzondering; ze staat vol rake typeringen, humoristische beschrijvingen (in het bijzonder van de protserige Trimalchio) en vulgaire uitdrukkingen. Er komen ook spoken en weerwolven ter sprake.
Het is niet zeker of Petronius nog andere werken heeft geschreven. Er is poëzie op zijn naam uitgebracht, maar dat komt waarschijnlijk uit het Satyrica.
Satyricon werd verfilmd door Federico Fellini.

### Nederlandse vertalingen
- Petronius, Satyricon; vertaald en toegelicht door A.D. Leeman, Amsterdam 1966 (en vele herdrukken)
- Petronius, Satyrica; vertaald en toegelicht door Vincent Hunink, Amsterdam 2006

## Trivia
Hij gaf zijn naam aan het olieplatform Petronius, dat eind jaren 1990 in de Golf van Mexico werd gebouwd.